# Nelson Manrique
Nelson Saúl Manrique Gálvez (Huancayo, 31 de diciembre de 1947) es un historiador, sociólogo, periodista, columnista, ensayista y escritor peruano.

## Biografía
Reconocido por sus ensayos y trabajos sobre la realidad social-política del Perú durante la época colonial y la etapa republicana desde la independencia. Es columnista habitual del diario La República.

## Publicaciones
- "Una alucinación consensual.  Redes sociales, cultura y socialización en Internet". Lima: Pontificia Universidad Católica del Perú, 2016. 336 p.

- "Rumbo incierto, destino desconocido. El Perú bajo el segundo alanismo". Lima: Sur, Casa de Estudios del Socialismo, 2015. 410 p.

- "¡Usted fue aprista!": Bases para una historia crítica del APRA".[6] Lima: Pontificia Universidad Católica del Perú - Clacso, 2009. 439 p.

- "El tiempo del miedo. La violencia política en el Perú 1980 - 1996". Lima: Fondo Editorial del Congreso del Perú, 2002. 395 p.

- "La piel y la pluma: escritos sobre literatura, etnicidad y racismo". Lima: SUR, Casa de Estudios del Socialismo, 1999. 134 p. 395 p.

- "La sociedad virtual y otros ensayos". Lima: Pontificia Universidad Católica del Perú, 1997. 234 p.

- Historia de la República. Lima: COFIDE, 1995. 333 p.

- "Vinieron los sarracenos. El horizonte mental de la conquista de América". Lima: Desco,1993, 611 p.

- "Yawar mayu. Sociedades terratenientes serranas 1884 - 1910. Lima: Desco 1988. 203 p.

- "Mercado interno y región, 1820 - 1920" Lima: Desco, 1987, 285 p.

- "Colonialismo y pobreza campesina. Caylloma y el Valle del Colca siglos XVI - XX", Lima, Desco, 1984, 239 p.

- "Campesinado y nación. Las guerrillas indígenas en la guerra con Chile. Lima: Centro de Investigación y Capacitación[7] - Ital Perú, 1981, 419 p.
- La Guerra del Pacífico y la crisis de la fracción terrateniente de la sierra central del Perú (1879-1888). Lima: Universidad Nacional Agraria. Taller de Estudios Andinos, 1980. 39p.